# Mark Owens diskografi
Den engelske sanger Mark Owen har udgivet 5 studiealbum, 1 livealbum, 12 singler, 16 B-sides, 3 gæsteoptrædener samt 12 musikvideoer. Owen har haft 4 top 10 britiske singler og 12 med Take That, 2 top-50 albums og 8 med Take That.

## Albums

### Studiealbums
| Titel                                                    | Albumdetaljer                                                                                    | Placeringer fra hitlisterne | Placeringer fra hitlisterne | Placeringer fra hitlisterne | Placeringer fra hitlisterne | Solgte eksemplarer            | Certificeringer                  |
| Titel                                                    | Albumdetaljer                                                                                    | UK                          | SKO                         | DE                          | BEL                         | Solgte eksemplarer            | Certificeringer                  |
| -------------------------------------------------------- | ------------------------------------------------------------------------------------------------ | --------------------------- | --------------------------- | --------------------------- | --------------------------- | ----------------------------- | -------------------------------- |
| Green Man                                                | - Udgivet: 2. december 1996 - Pladeselskab: RCA - Formater: CD, cassette                         | 33                          | 50                          | 46                          | 40                          | - UK: 100,000+ - ES: 100,000+ | - ES: Platinium - BPI (UK): Guld |
| In Your Own Time                                         | - Udgivet: 3. november 2003 - Pladeselskab: Island - Formater: CD                                | 59                          | 46                          | —                           | —                           | - UK: 17,805                  |                                  |
| How the Mighty Fall                                      | - Udgivet: 18. april 2005 - Pladeselskab: Sedna - Formater: CD                                   | 28                          | —                           | 56                          | —                           | - UK: 3,280                   |                                  |
| The Art of Doing Nothing                                 | - Udgivet: 7. juni 2013 - Pladeselskab: Polydor - Formater: CD, digital download                 | 29                          | 36                          | —                           | 160                         | - UK: 6,360                   |                                  |
| Land of Dreams                                           | - Udgivet: 23. september 2022 - Pladeselskab: BMG - Formater: CD, LP, Kassette, digital download | 5                           | 2                           | —                           | 118                         |                               |                                  |
| "—" markerer en udgivelse der ikke opnåede en placering. |                                                                                                  |                             |                             |                             |                             |                               |                                  |

### Livealbums
| Titel                          | Albumdetaljer                                       | Placeringer fra hitlisterne | Placeringer fra hitlisterne |
| Titel                          | Albumdetaljer                                       | UK                          | SKO                         |
| ------------------------------ | --------------------------------------------------- | --------------------------- | --------------------------- |
| Mark Owen: Live at The Academy | - Udgivet: 2007 - Pladeselskab: Sedna - Format: DVD | 52                          | 47                          |

## Singler
| Titel                                                    | År   | Placeringer fra hitlisterne | Placeringer fra hitlisterne | Placeringer fra hitlisterne | Placeringer fra hitlisterne | Placeringer fra hitlisterne | Placeringer fra hitlisterne | Album                    |
| Titel                                                    | År   | UK                          | SKO                         | IRL                         | EU                          | DE                          | HOL                         | Album                    |
| -------------------------------------------------------- | ---- | --------------------------- | --------------------------- | --------------------------- | --------------------------- | --------------------------- | --------------------------- | ------------------------ |
| "Child"                                                  | 1996 | 3                           | 3                           | 10                          | 9                           | 20                          | 27                          | Green Man                |
| "Clementine"                                             | 1997 | 3                           | 3                           | 10                          | 28                          | 52                          | 49                          | Green Man                |
| "I Am What I Am"                                         | 1997 | 29                          | 24                          | —                           | —                           | —                           | —                           | Green Man                |
| "Four Minute Warning"                                    | 2003 | 4                           | 2                           | 37                          | 17                          | —                           | 52                          | In Your Own Time         |
| "Alone Without You"                                      | 2003 | 26                          | 22                          | —                           | 85                          | —                           | —                           | In Your Own Time         |
| "Makin' Out"                                             | 2004 | 30                          | 29                          | —                           | —                           | —                           | —                           | How the Mighty Fall      |
| "Believe in the Boogie"                                  | 2005 | 57                          | —                           | —                           | —                           | 78                          | —                           | How the Mighty Fall      |
| "Hail Mary"                                              | 2006 | 103                         | —                           | —                           | —                           | —                           | —                           | How the Mighty Fall      |
| "Stars"                                                  | 2013 | 135                         | —                           | —                           | —                           | —                           | —                           | The Art of Doing Nothing |
| "You Only Want Me"                                       | 2022 | 76                          | —                           | —                           | —                           | —                           | —                           | Land of Dreams           |
| "Are You Looking for Billy?"                             | 2022 | —                           | —                           | —                           | —                           | —                           | —                           | Land of Dreams           |
| "Magic"                                                  | 2022 | 76                          | —                           | —                           | —                           | —                           | —                           | Land of Dreams           |
| "—" markerer en udgivelse der ikke opnåede en placering. |      |                             |                             |                             |                             |                             |                             |                          |

### Som gæstevokal
| Titel                                                    | År   | Placeringer fra hitlisterne | Placeringer fra hitlisterne | Placeringer fra hitlisterne | Placeringer fra hitlisterne | Placeringer fra hitlisterne | Solgte eksemplarer | Album             |
| Titel                                                    | År   | UK                          | SKO                         | IRL                         | DE                          | HOL                         | Solgte eksemplarer | Album             |
| -------------------------------------------------------- | ---- | --------------------------- | --------------------------- | --------------------------- | --------------------------- | --------------------------- | ------------------ | ----------------- |
| "Everybody Hurts" (ft. Helping Haiti)                    | 2010 | 1                           | 1                           | 1                           | 16                          | 5                           | - UK: 600,000      | Non album singles |
| "One Horse Open Sleigh" (ft. Cameron Tyler)              | 2017 | —                           | —                           | —                           | —                           | —                           |                    | Non album singles |
| "Hold Up a Light" (ft. Grasmere Primary School)          | 2019 | —                           | —                           | —                           | —                           | —                           |                    | Non album singles |
| "—" markerer en udgivelse der ikke opnåede en placering. |      |                             |                             |                             |                             |                             |                    |                   |

## B-sides
| Titel                                    | År   | A-side                       |
| ---------------------------------------- | ---- | ---------------------------- |
| "Confused"                               | 1996 | "Child"                      |
| "Home"                                   | 1996 | "Child"                      |
| "Child"                                  | 1997 | "Clementine"                 |
| "Mr. You"                                | 1997 | "I Am What I Am"             |
| "Johnny"                                 | 1997 | "I Am What I Am"             |
| "Live If You Try"                        | 2003 | "Four Minute Warning"        |
| "Jaywalker"                              | 2003 | "Four Minute Warning"        |
| "Killing Time"                           | 2003 | "Alone Without You"          |
| "What We Already Know"                   | 2003 | "Alone Without You"          |
| "Makin' Out (Acoustic Version)"          | 2004 | "Makin' Out"                 |
| "The Only One"                           | 2005 | "Believe in the Boogie"      |
| "3:15" (Junior Sanchez Mix)"             | 2005 | "Believe in the Boogie"      |
| "The Greatest Love Song"                 | 2006 | "Hail Mary"                  |
| "Stars - Matrix & Futurebound Vox Remix" | 2013 | "Stars"                      |
| "Stars - Matrix & Futurebound Dub Remix" | 2013 | "Stars"                      |
| "You Only Want Me"                       | 2022 | "Are You Looking for Billy?" |

## Musikvideoer
| Green Man - Child (1996) - Clementine (1997) - I Am What I Am (1997) In Your Own Time - Four Minute Warning (2003) - Alone Without You (2003) How The Mighty Fall - Makin' Out (2005) | The Art of Doing Nothing - Stars (2013) - S.A.D feat. Ren Harvieu (2013) - Canival (2013) - Raven (2014) Land of Dreams - You Only Want Me (2022) - Magic (2022) Andre - Hold Up a Light feat. Grasmere Primary School (2019) |